# Bernlohe (Roth)
Bernlohe (fränkisch: Bäanlou) ist ein Gemeindeteil der Kreisstadt Roth im Landkreis Roth (Mittelfranken, Bayern). Die Gemarkung Bernlohe hat eine Fläche von 3,777 km². Sie ist in 847 Flurstücke aufgeteilt, die eine durchschnittliche Fläche von 4458,84 m² haben.

## Geografie
Das Kirchdorf liegt etwa sechs Kilometer südöstlich von Roth am östlichen Hang des Rednitztales. Unmittelbar im Osten beginnen ausgedehnte Waldgebiete („Birkach“, „Hölle“, „Bernloher Wald“). Südlich des Ortes mündet der Wernsbach von rechts in die Rednitz. Die Kreisstraße RH 6 verläuft an Oberheckenhofen vorbei nach Georgensgmünd zur Staatsstraße 2224 (2,6 km südwestlich) bzw. nach Barnsdorf (2,3 km nordöstlich). Ein Wirtschaftsweg führt nach Petersgmünd (2,5 km südwestlich).

## Geschichte
Möglicherweise war die Gegend schon in der Bronzezeit (um 2000 vor Chr.) besiedelt. Einen Hinweis darauf gibt ein eingeebnetes Hügelgrab mit zwei darin befindlichen Bronzeringen, das 1950 entdeckt wurde.
Aus einer auf ca. 1190 zu datierenden Lehenurkunde des Bamberger Domkapitels, die das Amt Roth beschreibt, geht hervor, dass auch dieser Ort im Gebiet dieses Amtes gelegen hat. Die Landeshoheit übten Abenberger Grafen aus, die das Amt als erbliches Lehen erhalten hatten. Der Ort selbst wurde 1215 in der Urbar des Marschalls von Pappenheim als „Bernloch“ erstmals urkundlich erwähnt. Das Grundwort „lôch“ ist die mittelhochdeutsche Bezeichnung für einen Lohwald, einen lichten, ausgeholzten Wald, das Bestimmungswort ist der Bär.
Nach den Pappenheimern übernahmen Nürnberger Patrizierfamilien (Behaim, Mendel und Pömer), das St.-Klara-Kloster zu Nürnberg und das Adelsgeschlecht Redwitz die Grundherrschaft. Die Landeshoheit ging auf die Burggrafschaft Nürnberg über, die Rechtsnachfolger der Abenberger Grafen waren. Im Urbar für das burggräfliche Amt Roth, das ca. 1360 aufgestellt wurde, wurden für „Pernloch“ 1 Hube, 5 Lehen, 1 Halblehen und 1 Mühle verzeichnet. Im Urbar des nunmehr markgräflichen Amtes Roth von 1434 wurden 2 Eineinhalbgüter, 2 Güter, 1 Gütlein, 3 halbe Güter und 1 Mühle aufgeführt. Im 16-Punkte-Bericht von 1608 sind für Bernlohe 11 Anwesen verzeichnet (6 Bauernhöfe, 3 Güter, 1 Mühle, 1 Hirtenhaus). Laut den Oberamtsbeschreibungen des Jahres 1732 von Johann Georg Vetter gab es in Bernlohe 15 Anwesen (6 Ganzhöfe, 1 Halbhof, 3 Gütlein, 3 Häuslein, 1 Mühle, 1 Hirtenhaus). Während der ganzen markgräflichen Zeit war das Kastenamt Roth alleiniger Grundherr im Ort.
Gegen Ende des 18. Jahrhunderts gab es in Bernlohe 14 Anwesen (5 Ganzhöfe, 1 Ganzhof mit Mahlmühle, 1 Halbhof, 3 Gütlein, 2 Leerhäuser, 2 halbe Leerhäuser) und ein Gemeindehirtenhaus. Das Hochgericht übte das brandenburg-ansbachische Oberamt Roth aus. Die Dorf- und Gemeindeherrschaft sowie die Grundherrschaft über alle Anwesen hatte das brandenburg-ansbachische Kastenamt Roth. 1799 gab es im Ort weiterhin 14 Anwesen.
Von 1797 bis 1808 unterstand der Ort dem Justiz- und Kammeramt Roth. 1806 kam der Ort an das Königreich Bayern. Im Rahmen des Gemeindeedikts wurde 1808 der Steuerdistrikt Georgensgmünd gebildet, zu dem Bernlohe gehörte. 1811 entstand die Ruralgemeinde Bernlohe. Sie war in Verwaltung und Gerichtsbarkeit dem Landgericht Pleinfeld (1858 in Landgericht Roth umbenannt) zugeordnet und in der Finanzverwaltung dem Rentamt Spalt (1919 in Finanzamt Spalt umbenannt). Ab 1862 gehörte Bernlohe zum Bezirksamt Schwabach (1939 in Landkreis Schwabach umbenannt). Die Gerichtsbarkeit blieb beim Landgericht Roth (1879 in Amtsgericht Roth umbenannt), seit 1970 ist das Amtsgericht Schwabach zuständig. 1932 wurde das Finanzamt Spalt aufgelöst. Seitdem gehört Bernlohe zum Sprengel des Finanzamtes Schwabach. Die Gemeinde hatte 1964 eine Gebietsfläche von 3,783 km². Im Zuge der Gebietsreform in Bayern wurde Bernlohe am 1. Juli 1971 nach Roth eingemeindet.

### Baudenkmäler
In Bernlohe gibt es fünf Baudenkmäler:
- Bernloher Hauptstr. 7: Bauernhaus
- Bernloher Hauptstr. 9: Gasthaus und Bauernhaus
- Bernloher Hauptstr. 12: ehemaliges Bauernhaus
- Bernloher Hauptstr. 14: dazugehörige Fachwerkscheune
- Tulpenweg 1: Bauernhaus

### Bodendenkmäler
In der Gemarkung Bernlohe gibt es ein Bodendenkmal.

### Einwohnerentwicklung
| Jahr      | 1818   | 1840   | 1852   | 1855   | 1861   | 1867   | 1871   | 1875   | 1880   | 1885   | 1890   | 1895   | 1900   | 1905   | 1910   | 1919   | 1925   | 1933   | 1939   | 1946   | 1950   | 1952   | 1961   | 1970   | 1987   | 2013 | 2018   |
| Einwohner | 103    | 122    | 141    | 134    | 133    | 131    | 129    | 118    | 113    | 119    | 105    | 142    | 148    | 156    | 138    | 126    | 129    | 140    | 175    | 237    | 242    | 235    | 283    | 311    | 588    | 673  | 704    |
| Häuser    | 22     | 19     |        |        |        |        | 22     |        |        | 24     | 21     |        | 25     |        |        |        | 24     |        |        |        | 36     |        | 57     |        | 179    |      |        |
| Quelle    | [ 13 ] | [ 20 ] | [ 21 ] | [ 21 ] | [ 22 ] | [ 23 ] | [ 24 ] | [ 25 ] | [ 26 ] | [ 27 ] | [ 28 ] | [ 21 ] | [ 29 ] | [ 21 ] | [ 30 ] | [ 21 ] | [ 31 ] | [ 21 ] | [ 21 ] | [ 21 ] | [ 32 ] | [ 21 ] | [ 15 ] | [ 33 ] | [ 34 ] |      | [ 35 ] |

## Religion
Bernlohe ist seit der Reformation evangelisch-lutherisch geprägt und bis heute nach Zu unserer lieben Frau (Roth) gepfarrt. Die Katholiken sind nach Maria Aufnahme in den Himmel (Roth) gepfarrt.